# أليكس ويلسون

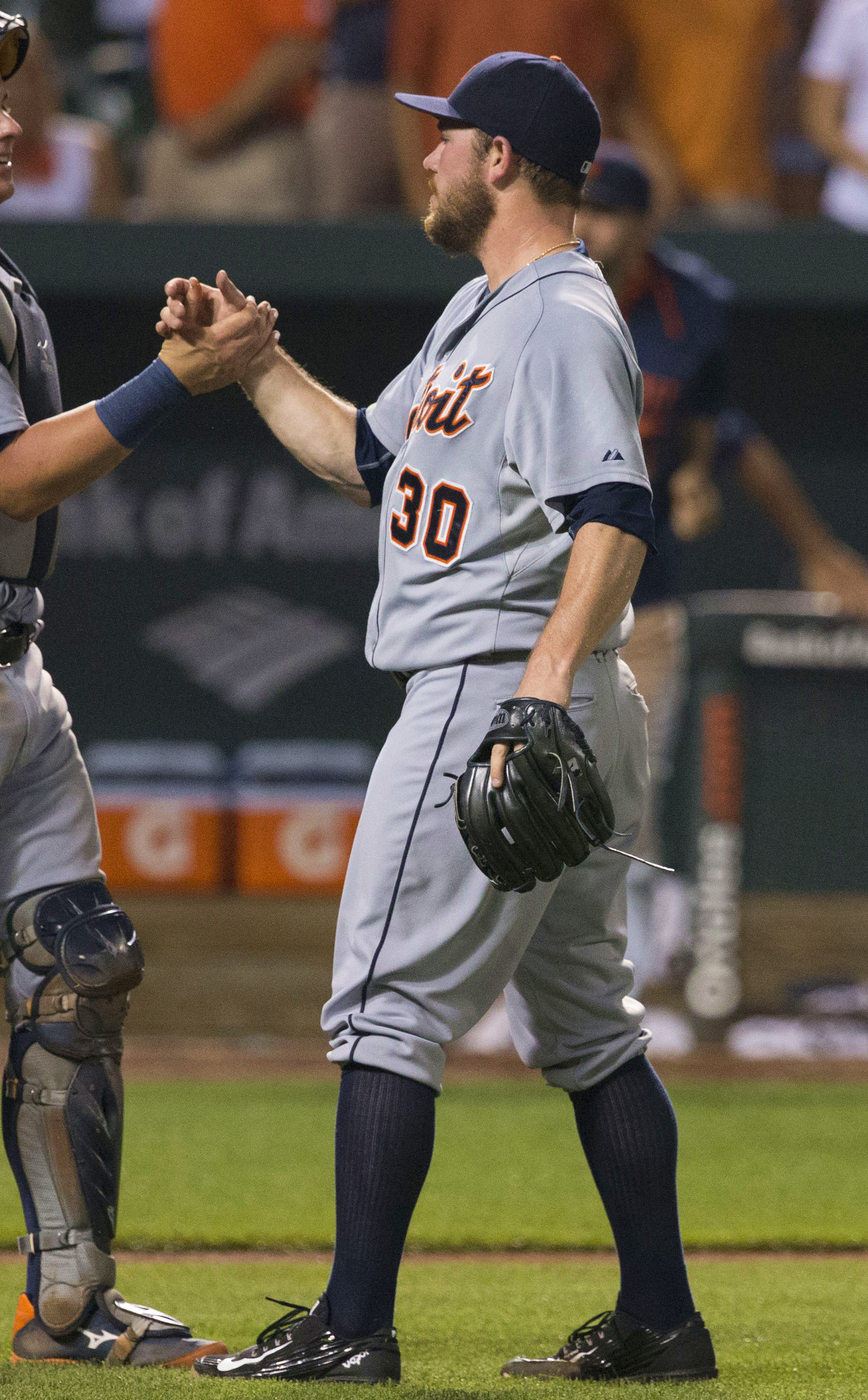

أليكس ويلسون (بالإنجليزية: Alex Wilson) مواليد 3 نوفمبر 1986 في الظهران، السعودية، هو لاعب كرة قاعدة محترف يلعب مع فريق ديترويت تايغرز في دوري كرة القاعدة الرئيسي ولعب في السابق لفريق بوسطن ريد سوكس في 2013.

## السيرة الذاتية
درس ويلسون في مدرسة هيراكين الثانوية في فيرجينيا الغربية. ثم درس في جامعة وينثروب.

## روابط خارجية
- أليكس ويلسون على موقع دوري كرة القاعدة الرئيسي (الإنجليزية)
- أليكس ويلسون على موقعبيزبول رفرنس.كوم (الدوري الرئيسي) (الإنجليزية)
- أليكس ويلسون على موقعبيزبول رفرنس.كوم (الدوري الثانوي) (الإنجليزية)
- أليكس ويلسون على موقع إي إس بي إن.كوم (أم.أل.بي) (الإنجليزية)
- أليكس ويلسون على موقع مشجعي الرسوم البيانية (الإنجليزية)